# 山田三郎 (政治家)
山田 三郎（やまだ さぶろう、1927年（昭和2年）3月7日 - 2010年（平成22年）2月19日）は、日本の政治家、埼玉県富士見市の第2代市長（在任1972年 - 1988年）。

## 経歴
栃木県出身。海軍通信学校を卒業し、さらに京北実業（のち東洋大学京北高等学校）を卒業した。外車輸入会社、事務機器販売店を経営した。

### 富士見市長
富士見市は、1972年に市制を施行。同時に行われた市長選挙で、地主出身であり、保守系無所属である長根進午が当選。しかし、長根当選に当たり、贈収賄行為があったことが発覚し、長根はすぐに辞任。出直し選挙で、日本社会党・公明党・日本共産党が推す山田が、折からの革新自治体ブームに乗り、当選。1980年に実施された市長選挙では、返り咲きを狙う長根を退け、「誰も太刀打ちできない」状態で3選を果たした。社会教育施設を積極的に建設するなど、革新自治体が得意とする福祉政策を推進した。
が、サラリーマン新党などの推薦も取り付けて4選を果たした1984年頃から工業団地造成を巡る贈収賄の噂が浮上。1988年市長選挙では、公明党が自由民主党候補推薦に回り、落選。山田は、新座警察署に留置され、取調べを受けた後、政界を引退した。山田を支持してきた市職員労働組合の幹部は、教育委員会の管理職を外され、ゴミ収集に回されるなどの報復人事が行われた。

### 収賄事件
1987年、市長在職中の山田は、市内の竹ノ内工業団地の建設をめぐって、団地組合理事長から100万円を受け取り、補助金交付などに絡んで組合に便宜をはかり、翌1988年には、さらに100万円を受け取った。市長選落選後、山田はこの件で警察の取り調べを受け、1988年10月12日に逮捕された。
公判において山田は、受け取った資金は、政治献金であったと主張したが、1997年5月20日の一審判決は賄賂性を認定して山田を有罪とし、最終的には2001年9月に最高裁が山田の上告を棄却し、山田は懲役二年、執行猶予三年、追徴金二百万円が確定した。